# Carex grisea
Carex grisea är en halvgräsart som beskrevs av Göran Wahlenberg. Carex grisea ingår i släktet starrar, och familjen halvgräs. Inga underarter finns listade i Catalogue of Life.